# The One (album Eltona Johna)
The One – 23. studyjny album brytyjskiego piosenkarza i kompozytora Eltona Johna, wydany 23 czerwca 1992 roku. Został nagrany w studiu Studio Guillame Tell w Paryżu. Role producenta sprawował Chris Thomas, a menadżera John Reid. Płyta jest dedykowana pamięci Vance Buck.
Wielu fanów było rozczarowanych, ponieważ album spędził na listach jedynie 3 tygodnie na miejscu #2, nie dochodząc do miejsca pierwszego w Wielkiej Brytanii. Płyta została strącona z zestawień przez kompilacyjny album Lionela Richiego Back to Front.
W tworzeniu piosenki Runaway Train Eltonowi i Berniemu pomógł Olle Romo. W "Runaway Train" Elton John pojawia się w duecie z Erikiem Claptonem. David Gilmour także ma swój wkład w płytę – gra bowiem na gitarze w piosence "Understanding Women".
The One to pierwszy projekt Johna od czasu poddania się terapii odwykowej w 1991 roku.

## Spis utworów
1. "Simple Life" – 6:25
2. "The One" – 5:53
3. "Sweat it Out" – 6:38
4. "Runaway Train" (John/Taupin/Romo) – 5:23 (Duet with Eric Clapton)
5. "Whitewash County" – 5:30
6. "The North" – 5:15
7. "When a Woman Doesn't Want You" – 4:55
8. "Emily" – 4:58
9. "On Dark Street" – 4:43
10. "Understanding Women" – 5:03
11. "The Last Song" – 3:21

### Utwory dodatkowe (wznowienie z 2001)
1. "Suit of Wolves" – 5:37
2. "Fat Boys and Ugly Girls" – 4:13